# Луйка
Луйка (рум. Luica) — село у повіті Келераш в Румунії. Входить до складу комуни Луйка.
Село розташоване на відстані 45 км на південний схід від Бухареста, 59 км на захід від Келераші.

## Населення
За даними перепису населення 2002 року у селі проживала 1621 особа. Усі жителі села рідною мовою назвали румунську.
Національний склад населення села:
| Національність | Кількість осіб | Відсоток |
| -------------- | -------------- | -------- |
| румуни         | 1572           | 97,0%    |
| цигани         | 49             | 3,0%     |